# La Desserte rouge
La Desserte rouge est une huile sur toile d'Henri Matisse. Elle est conservée au musée de l'Ermitage de Saint-Pétersbourg.
Ce tableau est représentatif du fauvisme, dont Matisse est le chef de file.
Le tableau devait, dans un premier temps, être peint en bleu (Harmonie en bleu), mais Matisse, insatisfait du résultat, choisit de modifier la couleur dominante pour employer le rouge.

## Description
Dans ce tableau de genre est représentée une salle à manger dont le même motif est utilisé sur la table et sur les murs (bleu, violet), donnant une impression de continuité. C'est à peine si une ligne très fine permet de distinguer la nappe qui couvre la table du papier peint (ou de la tapisserie) du mur. La couleur d'un rouge pur et vif est une caractéristique du fauvisme.
La composition est ouverte puisqu'on ne voit qu'une partie de la fenêtre et, au loin, une partie d'un bâtiment derrière une sinuosité du terrain. La fenêtre est traitée comme un tableau et le personnage sur la droite semble réduit à un élément de décor. L'extérieur qu'on aperçoit par la fenêtre contraste par la couleur avec le décor intérieur. Toutefois, la rondeur et la couleur de certains fruits sur la table se répètent dans des objets lointains (probablement des massifs de fleurs) qu'on aperçoit par la fenêtre. Au premier plan, par la fenêtre, se dresse un arbuste assez dense. La saison est assurément clémente : il s'agit probablement de l'été ou du printemps.
Le dialogue visuel se passe entre l'espace littéral et l'espace . La perspective n'est guère respectée, notamment par le rendu de la surface de la table, bien qu'elle soit établie par le rebord de la fenêtre et la chaise de gauche. Le dessin est parfois nettement simplifié, en particulier pour le visage et les mains du personnage, ainsi que les arbres visibles par la fenêtre.
À droite, une femme, personnage qui semble exercer la fonction de servante ou de bonne, dresse la table.  Elle paraît malheureuse, pensive ou encore tout attentive à la tâche qu'elle accomplit. Sur la table se trouvent des fruits, du pain et deux carafes, dont l'une contient du vin rouge. Devant la fenêtre une chaise est tournée vers le spectateur, comme pour l'inviter à s'y asseoir. Une seconde chaise, dont on ne voit que le haut du dossier, se trouve derrière la table. En dépit d'un certaine mélancolie qui semble planer sur la scène, en raison de la position du personnage et de son attitude préoccupée, la couleur rouge dominante donne à cet intérieur une atmosphère chaleureuse qui s'oppose aux couleurs plus froides de l'extérieur. Cette desserte est une table.